# Stadshaard
De Stadshaard is een energiecentrale uit 2010 in Enschede, in de Nederlandse provincie Overijssel.
De Stadshaard is een gasgestookte warmte-krachtcentrale: Door verbranding van aardgas worden warmte, voor stadsverwarming, en elektriciteit opgewekt.
Het terrein waarop de Stadshaard is gebouwd maakte in de twintigste eeuw deel uit van de bierbrouwerij van Grolsch.  In het jaar 2000 werd de wijk Roombeek zwaar getroffen door de Vuurwerkramp in Enschede van 13 mei 2000. Daarna heeft Grolsch dit gebied verlaten en een nieuwe brouwerij gebouwd; de meeste oude gebouwen van Grolsch zijn gesloopt.
Op de locatie aan de zuidoosthoek van de kruising tussen de Deurningerstraat en de Beekstraat heeft vervolgens het energiebedrijf Essent deze energiecentrale laten bouwen in 2010. Het gebouw is ontworpen door Branimir Medić en Pero Puljiz van de Architekten Cie. De buitenkant (gevel) van het gebouw (inclusief de rooktoren), is bedekt met keramische tegels van 1 bij 1 meter, in de stijl van Delfts blauw, ontworpen door Hugo Kaagman.